# Rish Shah
Rishabh „Rish“ Shah (Hindi ऋषभ शाह; Urdu ریش شاہ; * 18. Dezember 1998 in London, England) ist ein britisch-indischer Schauspieler.

## Leben
Shah wurde am 18. Dezember 1998 in London als Sohn von Sonal und Upendra Shah geboren. Er wuchs in London Borough of Enfield auf, wo er die Grange Park Primary School und anschließend die Highlands School besuchte. Später ging er auf eine Mittelschule, die Habs genannt wurde. 2017 wirkte er in vier Episoden der Fernsehserie PrankMe mit. 2019 folgten Episodenrollen in den Fernsehserien Years and Years und Doctors. 2020 war er in insgesamt fünf Episoden der Fernsehserie Emmerdale in der Rolle des Kirin Kotecha zu sehen. Im Folgejahr spielte er die Nebenrolle des Ravi im Film To All the Boys: Always and Forever. 2022 stellte er in fünf Episoden der Disney+-Serie Ms. Marvel Kamran, einen guten Dschinn, dar.

## Filmografie (Auswahl)
- 2017: PrankMe (Fernsehserie, 4 Episoden)
- 2019: Years and Years (Fernsehserie, Episode 1x06)
- 2019: Doctors (Fernsehserie, Episode 20x162)
- 2020: The Long Goodbye (Kurzfilm)
- 2020: Casualty (Fernsehserie, Episode 34x32)
- 2020: Emmerdale (Fernsehserie, 5 Episoden)
- 2021: To All the Boys: Always and Forever
- 2021: India Sweets and Spices
- 2022: Ms. Marvel (Fernsehserie, 5 Episoden)
- 2022: Do Revenge
- 2023: Obsession (Miniserie, 4 Folgen)
- 2023: The Sweet East
- 2024: Joy